# Clonaria dicranura
Clonaria dicranura is een insect uit de orde der Phasmatodea en de  familie Diapheromeridae. De wetenschappelijke naam van deze soort is voor het eerst geldig gepubliceerd in 1939 door Boris Petrovich Uvarov.